# Keszthelyi járás
A Keszthelyi járás Zala vármegyéhez tartozó járás Magyarországon, amely 2013-ban jött létre. Székhelye Keszthely. Területe 535,93 km², népessége 49 384 fő, népsűrűsége pedig 92 fő/km² volt 2013 elején. 2013. július 15-én két város (Keszthely és Hévíz) és 28 község tartozott hozzá.
A Keszthelyi járás a járások 1983. évi megszüntetéséig is létezett, és székhelye az állandó járási székhelyek kijelölése (1886) óta mindvégig Keszthely volt. Az 1950-es megyerendezésig Zala vármegyéhez tartozott, akkor Veszprém megyéhez csatolták, és csak 1978 végétől tartozott ismét Zala megyéhez.

## Települései
| Település         | Rang (2013. július 15.) | Közös hivatal  | Kistérség (2013. január 1.) | Népesség (2013. január 1.) | Terület (km²) |
| ----------------- | ----------------------- | -------------- | --------------------------- | -------------------------- | ------------- |
| Keszthely         | járásszékhely város     | Keszthely      | Keszthelyi                  | 20 382                     | 75,98         |
| Hévíz             | város                   |                | Hévízi                      | 4 663                      | 8,31          |
| Gyenesdiás        | nagyközség              |                | Keszthelyi                  | 3 568                      | 18,5          |
| Cserszegtomaj     | nagyközség              |                | Hévízi                      | 2 792                      | 12,6          |
| Vonyarcvashegy    | nagyközség              | Vonyarcvashegy | Keszthelyi                  | 2 178                      | 14,28         |
| Alsópáhok         | község                  | Alsópáhok      | Hévízi                      | 1 360                      | 18,02         |
| Balatongyörök     | község                  | Vonyarcvashegy | Keszthelyi                  | 1 021                      | 37,59         |
| Bókaháza          | község                  | Zalaapáti      | Keszthelyi                  | 286                        | 6,7           |
| Dióskál           | község                  | Zalaapáti      | Pacsai                      | 474                        | 19,63         |
| Egeraracsa        | község                  | Zalaapáti      | Pacsai                      | 310                        | 7,03          |
| Esztergályhorváti | község                  | Zalaapáti      | Keszthelyi                  | 454                        | 16,69         |
| Felsőpáhok        | község                  | Zalacsány      | Hévízi                      | 635                        | 7,27          |
| Gétye             | község                  | Zalaapáti      | Keszthelyi                  | 117                        | 6,66          |
| Karmacs           | község                  | Karmacs        | Keszthelyi                  | 822                        | 14,22         |
| Ligetfalva        | község                  | Zalacsány      | Zalaszentgróti              | 56                         | 4,73          |
| Nemesbük          | község                  | Zalacsány      | Hévízi                      | 681                        | 9,98          |
| Rezi              | község                  | Karmacs        | Hévízi                      | 1 184                      | 29,78         |
| Sármellék         | község                  | Sármellék      | Hévízi                      | 1 829                      | 35,37         |
| Szentgyörgyvár    | község                  | Sármellék      | Keszthelyi                  | 298                        | 11,65         |
| Vállus            | község                  | Keszthely      | Keszthelyi                  | 135                        | 21,8          |
| Várvölgy          | község                  | Várvölgy       | Keszthelyi                  | 1 041                      | 25,04         |
| Vindornyafok      | község                  | Karmacs        | Keszthelyi                  | 123                        | 3,5           |
| Vindornyalak      | község                  | Várvölgy       | Keszthelyi                  | 81                         | 4,51          |
| Vindornyaszőlős   | község                  | Karmacs        | Zalaszentgróti              | 327                        | 10,55         |
| Zalaapáti         | község                  | Zalaapáti      | Keszthelyi                  | 1 654                      | 23,42         |
| Zalacsány         | község                  | Zalacsány      | Zalaszentgróti              | 1 008                      | 16,07         |
| Zalaköveskút      | község                  | Zalacsány      | Hévízi                      | 27                         | 2,27          |
| Zalaszántó        | község                  | Várvölgy       | Keszthelyi                  | 965                        | 37,73         |
| Zalaszentmárton   | község                  | Zalaapáti      | Pacsai                      | 65                         | 4,98          |
| Zalavár           | község                  | Sármellék      | Keszthelyi                  | 886                        | 31,07         |